# Драгомир (село)
Драгомир (болг. Драгомир) — село в Болгарии. Находится в Пловдивской области, входит в общину Сыединение. Население составляет 395 человек.

## Политическая ситуация
В местном кметстве Драгомир, в состав которого входит Драгомир, должность кмета (старосты) исполняет Лазар Игнатов по результатам выборов.
Кмет (мэр) общины Сыединение —  Атанас Балкански(ГЕРБ болг.(Граждани за европейско развитие на България)) по результатам выборов.